# 前田利鎌
前田 利鎌（まえだ とがま、1898年（明治31年）1月22日 - 1931年（昭和6年）1月17日）は、日本の哲学者。大正教養主義の時代に荘子・禅・スピノザ・ニーチェなどを論じた。32歳の若さで病没した。主著に『臨済・荘子』。
夏目漱石の末弟子。松岡譲の友人。父は前田案山子。異母姉に前田卓、宮崎槌（宮崎滔天の妻）がいる。 

## 生涯
1898年（明治31年）熊本県玉名郡小天村にて、名士の前田案山子（当時70歳）と妾・林ハナの第2子として生まれ、戸籍上は正妻・キヨとの第9子（末子）となる。
利鎌誕生の1年前、夏目漱石が前田家を訪れ、前田家がモデルとして登場する小説『草枕』の着想を得ていた。漱石はその後も数度来訪し、前田卓に抱かれた赤子の利鎌を、漱石が撫でたこともあった。
1904年（明治37年）案山子が没すると前田家は没落しはじめ、貧困と転居生活のなかで少年期を過ごす。熊本の小天小学校から東京の富士見小学校・金富小学校に転校後、郁文館中学に入学。中学時代の1914年（大正3年）、卓に連れられ漱石と再会する。
1915年（大正4年）第一高等学校に入学。同年、卓の養子となる（当時利鎌17歳・卓47歳で、中国同盟会の黄興が提案した縁組だった）。1916年（大正5年）4月から、漱石の末弟子となり木曜会等に参加。同年12月に漱石が没した後も漱石山房に通い、漱石の蔵書を耽読したり夏目鏡子・伸六ら遺族と親交したりする。
1919年（大正8年）東京帝大文学部哲学科に進学。卒業論文『ファウストの哲学的考察』は、桑木厳翼から公刊を提案されるほど賞賛された。
一高時代から帝大時代、先輩かつ漱石兄弟子の松岡譲と友人になり、二人で富士登山したり『カンディード』の共訳を試みたりする。また松岡を介して居士禅者の下川芳太郎・岡夢堂と出会い、禅に傾倒しはじめる。また帝大時代、家庭教師先の平塚孝子（平塚らいてうの姉で大本信徒の既婚者）と親交し、不倫に近い関係となる。また剣道や謡曲も嗜んでいた。
1922年（大正11年）東京帝大卒業。同年から東京高等工業学校（現・東京工業大学）講師となり、1924年（大正13年）から東京高等工芸学校（現・千葉大学工学部）講師を兼任。1925年（大正14年）から、著作活動や、他大生も参加する自宅での哲学講義、埼玉県平林寺の峰尾大休のもとでの参禅を始める。1930年（昭和5年）東工大専任教授となる。1931年（昭和6年）、腸チフスにより急逝、享年32。

## 思想・評価
臨済・荘子・スピノザ・ニーチェをはじめとする古今東西の思想家・宗教家から、ゲーテ『ファウスト』、マルクス主義まで広範に論じている。利鎌が活動した時代は、大正教養主義や大正ロマンの時代であると同時に、藤村操や芥川龍之介の自殺に象徴される近代的不安や、西洋と東洋の文化的対立が問題になっている時代だった。利鎌はその中で、臨済や荘子に真の「自由」すなわち「自らに由って立つ」確固とした自我を見出した。禅への傾倒は、師の夏目漱石や同時代の西田幾多郎と同様だが、著作中に二人への言及はない。
白川静・入矢義高・福永光司・秋月龍珉らが、利鎌の著作を高く評価している。

## 著作
- 『没落』
  - 私家版の自伝的小説。本書は現存しないが、利鎌没後の1937年から1938年、松岡譲が本書を翻案した連載小説『素顔』を発表している[17][18]。
- 『臨済・荘子』大雄閣、1929年初版
  - 生前刊行の著作集。新版: 岩波書店〈岩波文庫〉、1990年。
- 『宗教的人間』岩波書店、1932年初版
  - 没後刊行の著作集。松岡譲編集[7]。『臨済・荘子』を含む。当時ベストセラーとなり度々復刊された[19]。新版: 雪華社、1979年

## 家族
- 父 - 案山子
- 実母 - ハナ
- 戸籍上の母1 - キヨ
- 戸籍上の母2かつ異母姉 - 卓
- 異母姉 - 槌
- 実兄 - 覚之助